# مؤسسة خاصة (الولايات المتحدة)
حتى عام 1969، لم يكن مصطلح المؤسسة الخاصة محددًا في قانون الإيرادات الداخلية للولايات المتحدة. منذ ذلك الحين، أصبحت كل مؤسسة خيرية أمريكية مؤهلة بموجب القسم 501 (ج) (3) من قانون مصلحة الضرائب الداخلية باعتبارها معفاة من الضرائب هي «مؤسسة خاصة» ما لم تثبت لمصلحة الضرائب الداخلية أنها تندرج ضمن فئة أخرى مثل المؤسسات الخيرية العامة. على عكس الشركات غير الربحية المصنفة كجمعيات خيرية عامة، تخضع المؤسسات الخاصة في الولايات المتحدة لضريبة استهلاكية بنسبة 1.39% أو ضريبة وقف على أي دخل استثماري صاف.
يستخدم مركز المؤسسة الذي يقع مقره في الولايات المتحدة تعريفًا أكثر تحديدًا للمؤسسة الخاصة والذي يعتمد جزئيًا على وجود وقف : المؤسسة الخاصة هي منظمة غير حكومية وغير ربحية، لديها صندوق رئيسي يديره أمناؤها أو مديروها. وقد ذكر هوبكنز (2013) أربع خصائص تشكل المؤسسة الخاصة، بما في ذلك الوقف كشرط لإنشاء المؤسسات الخاصة:
- إنها منظمة خيرية وبالتالي تخضع للقواعد المطبقة على المؤسسات الخيرية بشكل عام؛
- وكان الدعم المالي يأتي من مصدر واحد، عادة فرد أو عائلة أو شركة؛
- ويتم تمويل نفقاتها السنوية من خلال أرباح الوقف أو أصول الاستثمار، وليس من تدفق مستمر من المساهمات؛
- إنها تقدم منحًا لمنظمات أخرى لأغراض خيرية، وليس لبرامجها الخاصة.[4]

## الهيكل
تُنشأ المؤسسة الخاصة عادةً كشركة غير ربحية تحمل اسم مانحيها، ولكن قد يتم إنشاؤها كصندوق ائتماني. يحدد المانحون الغرض الخيري للمؤسسة (على سبيل المثال: منح لأبحاث السرطان، منح دراسية للمحتاجين، دعم الأهداف الدينية). خلال حياتهم، قد يستمرون في عطائهم الخيري من خلال تقديم مساهمات قابلة للخصم الضريبي للمؤسسة. قد يتم تمويل المؤسسة أيضًا من خلال وصية من وصية المانحين أو تلقي الأموال كمستفيد أساسي أو ثانوي من خطة مؤهلة أو حساب تقاعد فردي. أفادت مصلحة الضرائب الأمريكية أنه كان هناك 115340 مؤسسة خاصة في الولايات المتحدة في عام 2008، منها 110099 مؤسسة مانحة (غير عاملة) و5241 مؤسسة عاملة. تقدم حوالي 75% من المؤسسات الخاصة ملفات سنوية إلى مصلحة الضرائب الأمريكية.
بمجرد تصنيف مؤسسة ما من قبل مصلحة الضرائب الداخلية على أنها مؤسسة خاصة، فهناك طرق لوصفها بناءً على كيفية تمويل المؤسسة وإدارتها. هناك ثلاثة أنواع من المؤسسات الخاصة: المؤسسات العائلية والمؤسسات العاملة الخاصة والمؤسسات المؤسسية.

### مؤسسة العائلة
العديد من المؤسسات الخاصة هي مؤسسات عائلية. لا يعد مصطلح المؤسسات العائلية مصطلحًا قانونيًا، وبالتالي، ليس له تعريف دقيق. ومع ذلك، يُعتقد أن ما يقرب من ثلثي المؤسسات الخاصة التي تقدر بنحو 44000 مؤسسة في الولايات المتحدة تديرها أسر. سيقدم هذا النوع القياسي من المؤسسات الخاصة منحًا مباشرة للمنظمات الخيرية الأخرى التي ستستخدم هذه الأموال لتنفيذ الأنشطة أو البرامج الخيرية. يناقش مودي وناب وكورا (2011) التعريفات المختلفة للمؤسسات العائلية التي استخدمتها المنظمات والباحثون. يزعمون أنه نظرًا لأن المؤسسات العائلية تشكل نسبة كبيرة من إجمالي المؤسسات، فمن الضروري أن يكون التعريف أكثر وضوحًا.
يُعرِّف مجلس المؤسسات المؤسسة العائلية بأنها «مؤسسة تستمد أموالها من أفراد عائلة واحدة. يجب أن يستمر أحد أفراد العائلة على الأقل في العمل كمسؤول أو عضو مجلس إدارة للمؤسسة، ويلعب هو أو أقاربه دورًا مهمًا في إدارة المؤسسة طوال حياتها. تُدار معظم المؤسسات العائلية من قبل أفراد العائلة الذين يعملون كأمناء أو مديرين على أساس تطوعي، دون تلقي أي تعويض؛ في كثير من الحالات، يدير المؤسسة أحفاد الجيل الثاني والثالث من المانحين الأصليين». مؤسسة روكفلر ومؤسسة جيتس هما اثنتان من أكثر المؤسسات العائلية شهرة وتأثيرًا في الولايات المتحدة.

### مؤسسات التشغيل الخاصة
المؤسسات العاملة الخاصة هي مؤسسات خاصة تستخدم الجزء الأكبر من دخلها لتقديم خدمات خيرية أو لإدارة برامج خيرية خاصة بها. وهي تقدم القليل من المنح، إن وجدت، للمنظمات الخارجية. وبالتالي، ترعى المؤسسات العاملة الخاصة وتدير برامجها الخاصة. ومن الأمثلة النموذجية على ذلك معسكر نهاري للأطفال المحرومين. فبدلاً من تقديم المنح لمنظمة أخرى لإدارة مثل هذا المعسكر، وهو ما تفعله المؤسسات الخاصة القياسية، فإن المؤسسة العاملة الخاصة سوف «تدير» المعسكر. وسوف تحتفظ المؤسسة العاملة الخاصة بموظفين مؤهلين بالإضافة إلى الموظفين الآخرين اللازمين لتنفيذ البرنامج على أساس مستمر. وللتأهل كمؤسسة عاملة خاصة، يجب اتباع قواعد محددة، بالإضافة إلى القواعد المعمول بها للمؤسسات الخاصة.
تتأهل المؤسسة الخاصة كمؤسسة تشغيلية خاصة من خلال استيفاء اختبارين عدديين. يضمن هذان الاختباران أن المؤسسة التشغيلية الخاصة تمارس أنشطتها المعفاة بشكل مباشر وليس مجرد تقديم المنح لمنظمات أخرى. الاختبار الأول هو اختبار الدخل، والذي يتطلب إنفاق مبلغ محدد من الدخل على أنشطة خيرية مباشرة.
يتألف الاختبار الثاني في الواقع من ثلاثة اختبارات مختلفة: اختبار الأصول، واختبار الوقف، واختبار الدعم. ومع ذلك، يتعين على المؤسسة العاملة الخاصة أن تستوفي أحد هذه الاختبارات الثلاثة، بالإضافة إلى اختبار الدخل، حتى تتأهل. وعلى غرار اختبار الدخل، تساعد هذه الاختبارات الثلاثة الأخرى في ضمان استخدام المؤسسة العاملة الخاصة لأموالها لتلبية متطلبات إجراء أنشطة خيرية مباشرة.
على النقيض من ذلك، فإن المؤسسة الخاصة التي تقدم بشكل أساسي منحًا للكيانات الأخرى أو للأفراد لأغراض خيرية أو أغراض معفاة أخرى لن تكون مؤهلة لاعتبارها مؤسسة عاملة، وبدلاً من ذلك سيتم تسميتها «مؤسسة غير عاملة». تعد مؤسسة كارنيغي للسلام الدولي ومؤسسة جيتي من الأمثلة على المؤسسات العاملة.

### مؤسسة الشركات
المؤسسة التي ترعاها شركة هي «مؤسسة خاصة تستمد أموالها المخصصة للمنح في المقام الأول من مساهمات شركة تهدف إلى تحقيق الربح. غالبًا ما تحافظ المؤسسة التي ترعاها الشركة على علاقات وثيقة مع الشركة المانحة، ولكنها منظمة قانونية منفصلة، وأحيانًا لها وقف خاص بها، وتخضع لنفس القواعد واللوائح التي تخضع لها المؤسسات الخاصة الأخرى».
وفقًا لمركز المؤسسة، نما التبرع من المؤسسات التجارية إلى ما يقدر بنحو 5.2 مليار دولار في عام 2011، بزيادة قدرها 6 في المائة عن عام 2010. كان التعليم (22%) والخدمات الإنسانية (20%) من أهم أولويات التمويل للمؤسسات التجارية في عام 2009، تليها الشؤون العامة / منفعة المجتمع (19%)، والصحة (15%)، والفنون والثقافة (14%)، والشؤون الدولية (4%)، والبيئة والحيوانات (4%)، والعلوم والتكنولوجيا (2%). يتضمن الجدول أدناه أكبر خمس مؤسسات تجارية مرتبة حسب إجمالي التبرعات. تستند جميع الأرقام إلى أحدث البيانات المالية المدققة في قاعدة بيانات مركز المؤسسة اعتبارًا من 16 نوفمبر 2014.
| # | الاسم/(البلد)                                           | إجمالي العطاء     | تاريخ نهاية السنة المالية |
| - | ------------------------------------------------------- | ----------------- | ------------------------- |
| 1 | مؤسسة نوفارتيس لمساعدة المرضى، نيوجيرسي                 | 452،745،445 دولار | 12/31/2012                |
| 2 | مؤسسة سانوفي لأمريكا الشمالية (نيوجيرسي)                | 284،044،399 دولار | 12/31/2012                |
| 3 | مؤسسة ويلز فارجو (كاليفورنيا)                           | 186،775،875 دولار | 12/31/2013                |
| 4 | مؤسسة وول مارت المحدودة (AR)                            | 182،859،236 دولار | 01/31/2013                |
| 5 | مؤسسة بنك أمريكا الخيرية، المحدودة (كارولاينا الشمالية) | 175،299،789 دولار | 12/31/2012                |

## النقد والإصلاح
أنشأ قانون الإصلاح الضريبي لعام 1969 المؤسسة الخاصة في شكلها القانوني الحالي، ويضع قانون الضرائب الحديث الإطار القانوني لعملها وفرض الضرائب عليها. وقد نشأت هذه القيود كجهد إصلاحي لمعالجة الانتهاكات الملموسة للمؤسسات الخاصة، مثل الادعاء بأن هذا النوع من المنظمات الخيرية من المرجح أن يخدم المصالح الخاصة للأثرياء بدلاً من الغرض الخيري المقصود. وقد زعمت هذه الانتقادات أن الأفراد أنشأوا مؤسسات خاصة كوسيلة لحماية أصولهم من الضرائب؛ وفي الوقت نفسه، قد يزعم الأحفاد السيطرة على هذه الأصول إلى الأبد تقريبًا.
في عام 2007، ذكرت صحيفة وول ستريت جورنال أن العائلات الغنية تعمل على زيادة عدد المؤسسات التي تغلقها وكذلك على زيادة عدد المؤسسات التي تنشئها. هناك اتجاه واحد يتمثل في وضع حد زمني لعمر المؤسسة، على افتراض أن الإنفاق الكبير على مدى فترة قصيرة من الزمن سوف يعود بفائدة أكبر من الإنفاق الأبطأ على المدى الطويل. يتم إغلاق بعض المؤسسات بسبب النزاعات العائلية، والقلق بشأن تأثير ثروة المؤسسة على الأحفاد، والقلق من أن الأجيال القادمة لن تشارك المعتقدات السياسية التي حفزت إنشاء المؤسسة في الأصل. في بعض الأحيان يتم إغلاقها، ثم يتم إعادة فتحها بغرض جديد.
ومع ذلك، يزعم بعض الباحثين، مثل سيلك ولينتوت (2002)، أنه على الرغم من أن المؤسسات الخاصة تقدم عدداً من المزايا الضريبية، فإن الضرائب ليست سبباً كافياً لإنشاء مؤسسة خاصة. نظرًا لبعض النية الخيرية من جانب المؤسس، فهناك العديد من الفوائد المالية والشخصية الكبيرة لإنشاء مؤسسة. وباستخدام مؤسسة روكفلر ومؤسسة بيل وميليندا جيتس كأمثلة، يناقش إيكل (2014) حقيقة مفادها أن المؤسسات الخاصة تتمتع بالقدرة على تشكيل السياسة الاجتماعية والصحية العالمية. ويزعم أن إضافة الموارد المالية وحسن النية التكميلية إلى الجهود العالمية القائمة ليس الهدف الوحيد للمؤسسات الخاصة، بل من المرجح أن تسعى إلى تحقيق أجندة حزبية.

## وصلات خارجية
- IRS webpage، which defines private foundations.
- IRS webpage index on private foundations
- Exponent Philanthropy's guide to starting a private foundation
- Exponent Philanthropy: FAQs about starting a private foundation[وصلة مكسورة]
- Choosing the Right Charitable Vehicle: A Comparison of Private Foundations، Supporting Organizations، and Donor Advised Funds